# 洪山广场站
洪山广场站位于中华人民共和国湖北省武汉市武昌区，是武汉地铁2号线与4号线的地铁换乘站。该站曾被冠名，冠名期间全名是“工贸家电·洪山广场站”，但二号线冠名因网民反对现已取消。

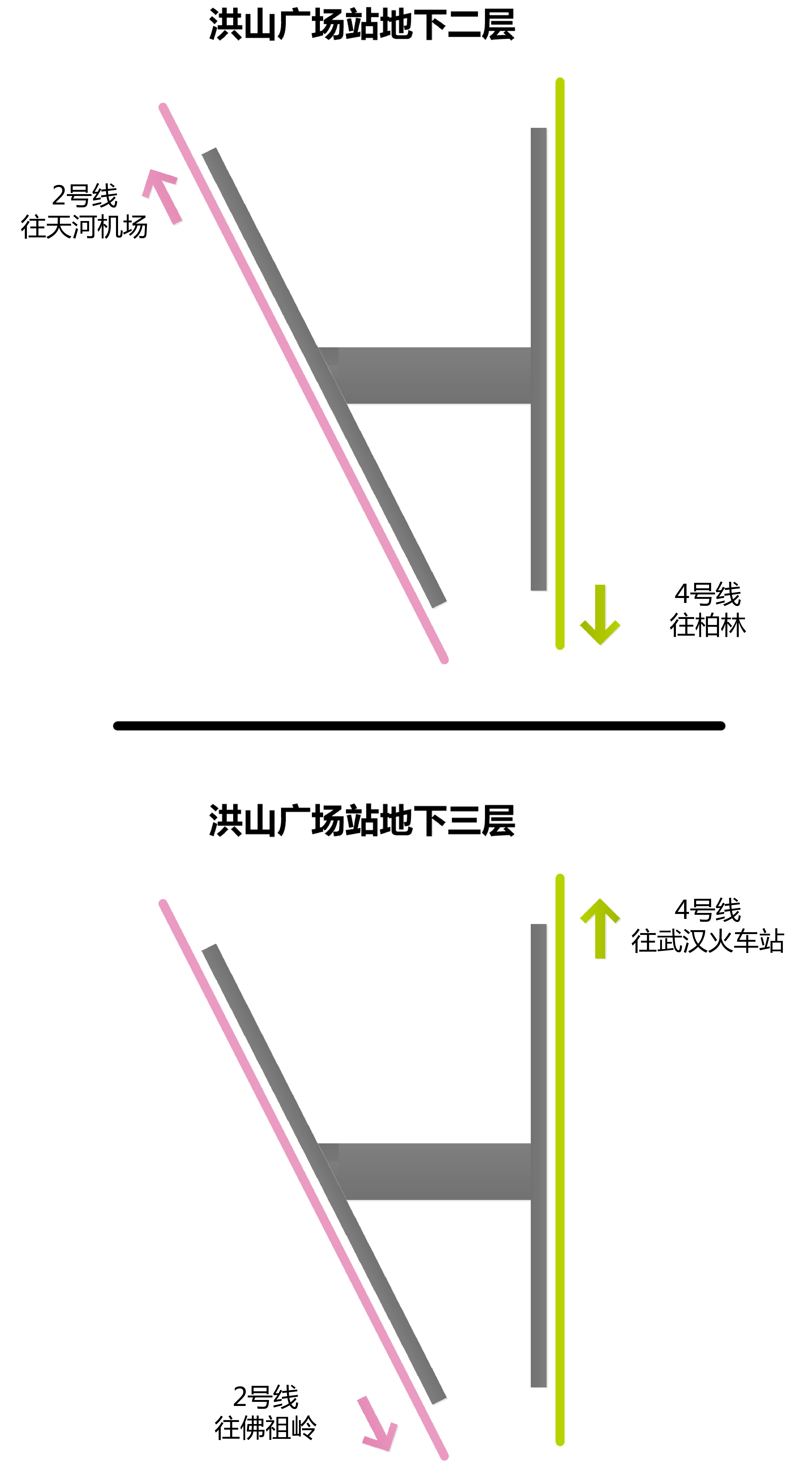
洪山广场站

## 车站结构
车站位于洪山广场西侧地下。车站为地下三层：地下一层为站厅层，地下二与三层为站台层。
洪山广场站分为西广场和东广场。其中西广场为地铁2号线及4号线车站，东广场下设商业空间和停车场。洪山广场一共有15个出入口。其中西广场有8个，2个在广场中央，1个在广场边缘；东广场有7个，2个在广场中央。另外东广场还有2个车行通道链接地下停车场。东西广场之间有2条地下通廊。
洪山广场站属于装修特色站，装修方案分为两个部分：一部分为书页造型的“书山有路”；另一部分为楚文化墙，将楚文化刻入墙面。
星巴克在洪山广场站地铁商铺的使用权招商拍卖中拍下一间108平方米的区域，开设中国首家星巴克地铁店。

### 楼层分布
| 地面     | 地面               | 出入口                                         |  |  |
| 地下一层 | 站厅               | 售票机、客服中心、车站商圈、武漢通充值、洗手間 |  |  |
| 地下二层 |                    | █ 4号线 往柏林（中南路）                       |  |  |
|          | 岛式站台，右侧开门 |                                                |  |  |
|          |                    | █ 2号线 往天河机场（小龟山）                   |  |  |
| 地下三层 |                    | █ 4号线 往武汉火车站（楚河汉街）               |  |  |
|          | 岛式站台，左侧开门 |                                                |  |  |
|          |                    | █ 2号线 往佛祖岭（中南路）                     |  |  |

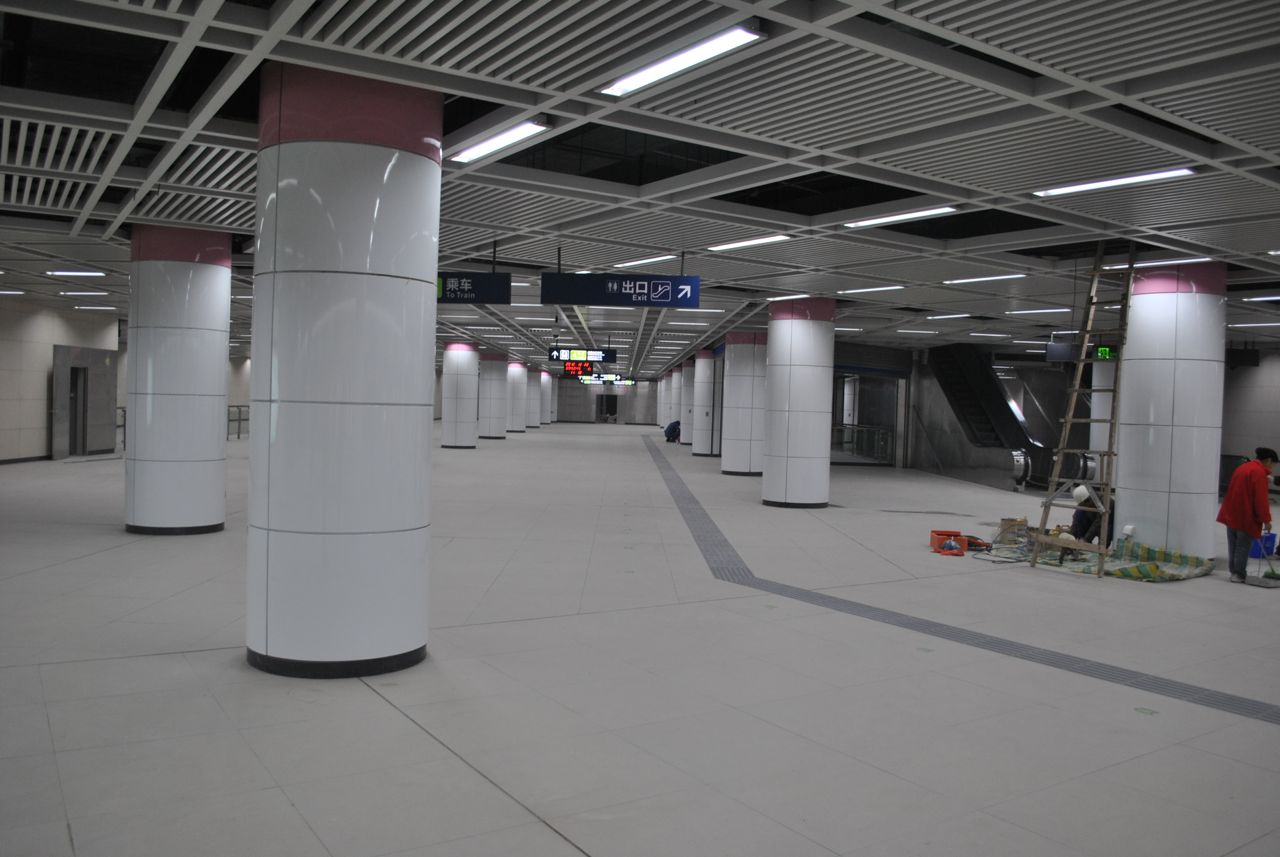
站台
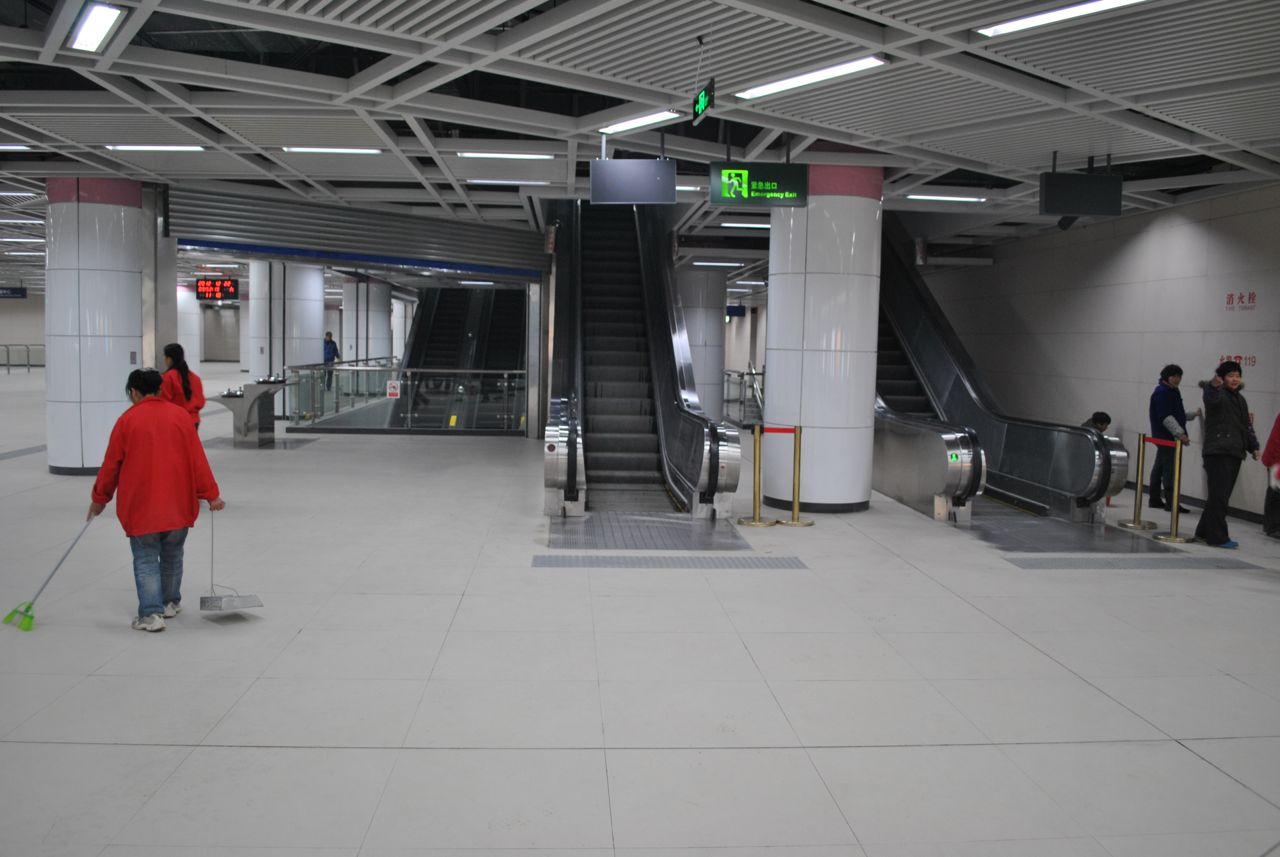
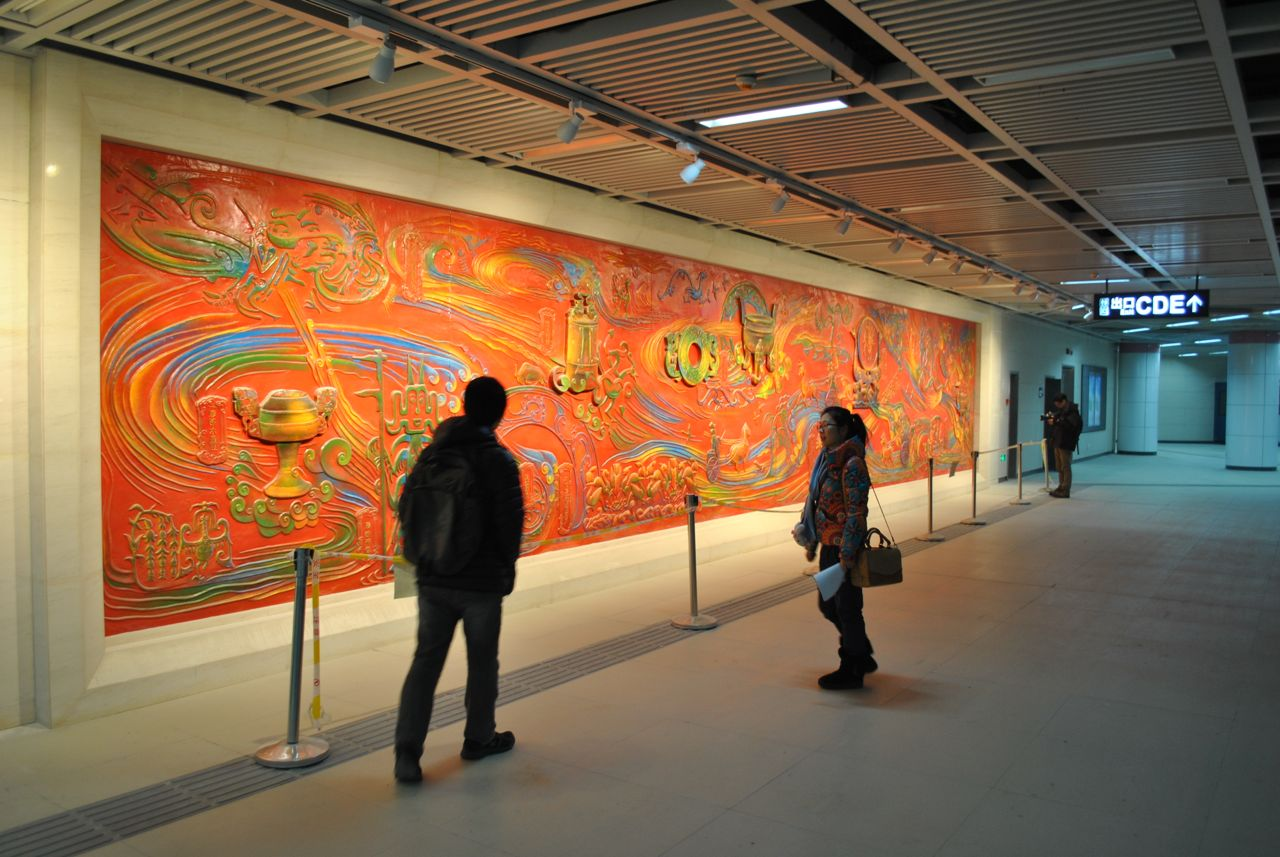
特色墙
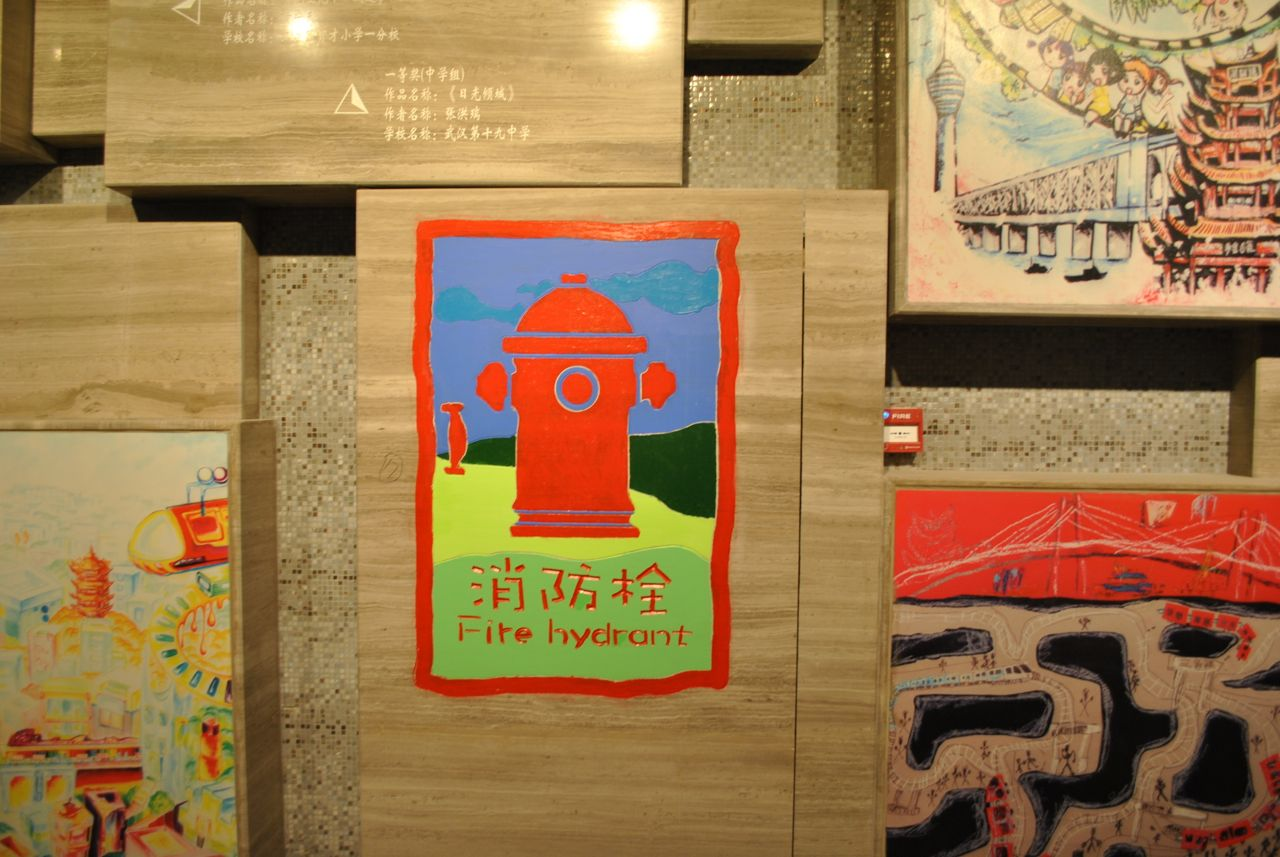
与特色墙融为一体的消防栓
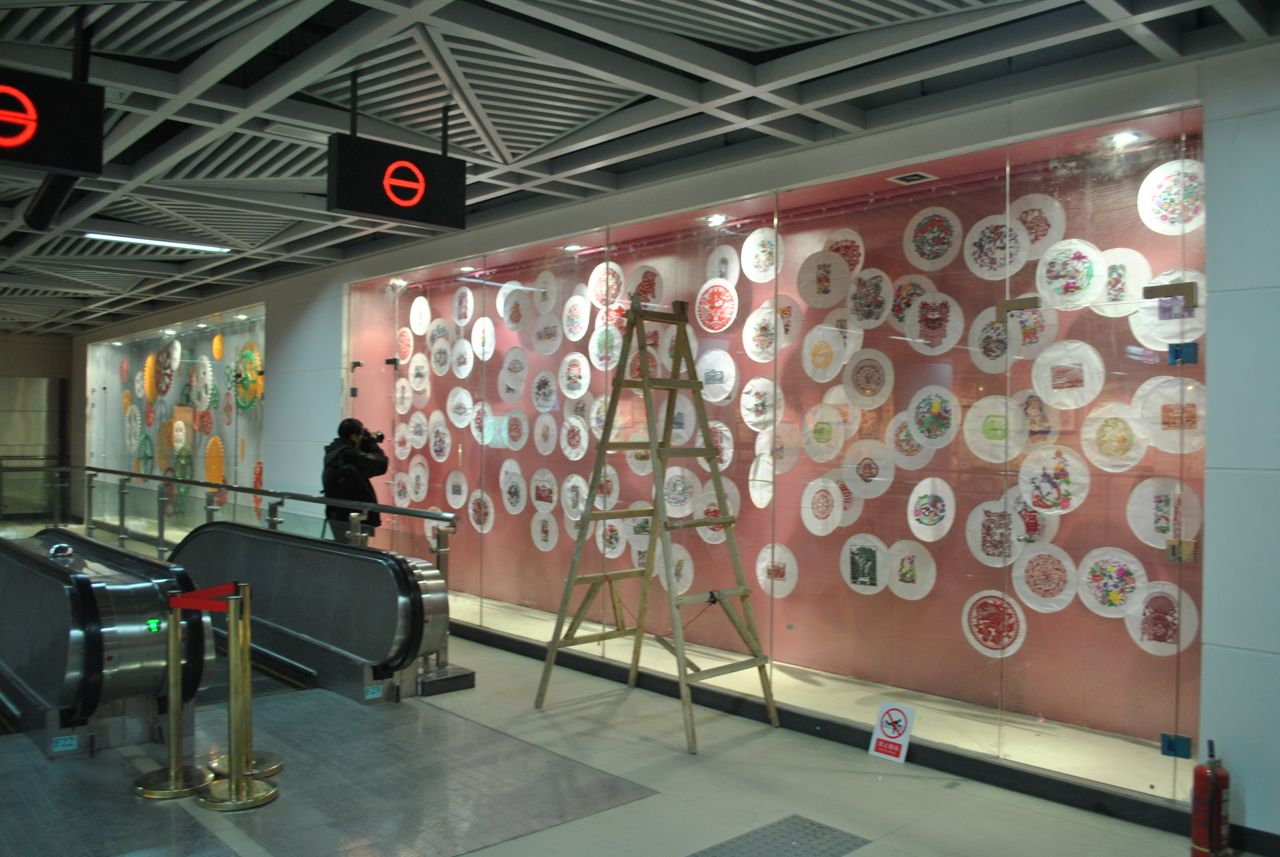
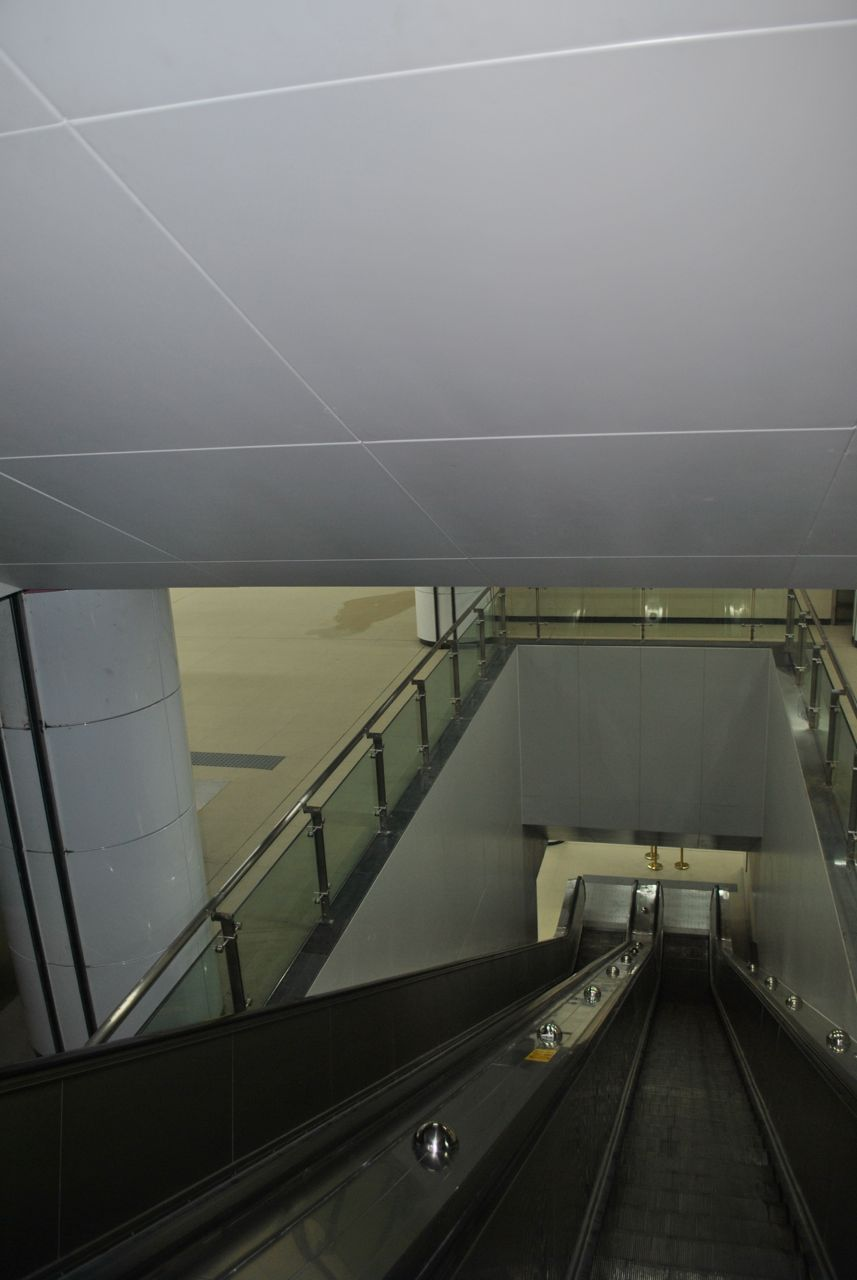
跨过另一层直达站厅的扶梯
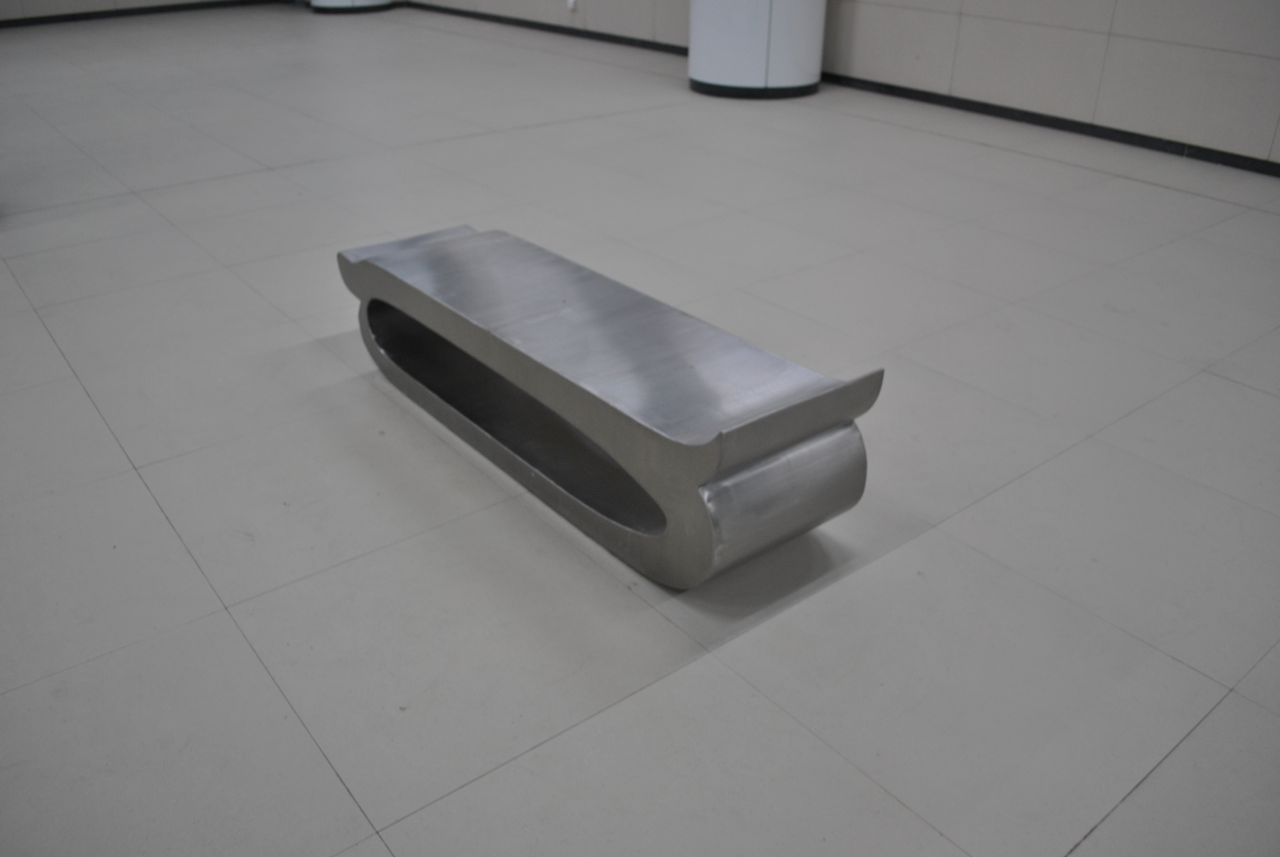
特色凳

### 同台换乘
该站点地下采用同台换乘模式，两条线路4条轨道成田字形分两层排列，设有两个岛式站台。东侧上下两层的两条轨道为4号线，西侧的两条轨道为2号线。
往武汉火车站方向的4号线可以与往佛祖岭方向的2号线实现在同一层快速换乘，往柏林方向的4号线可以与开往天河机场方向的2号线实现快速换乘。这个换乘方向与中南路的换乘方向相反。

### 車站出口

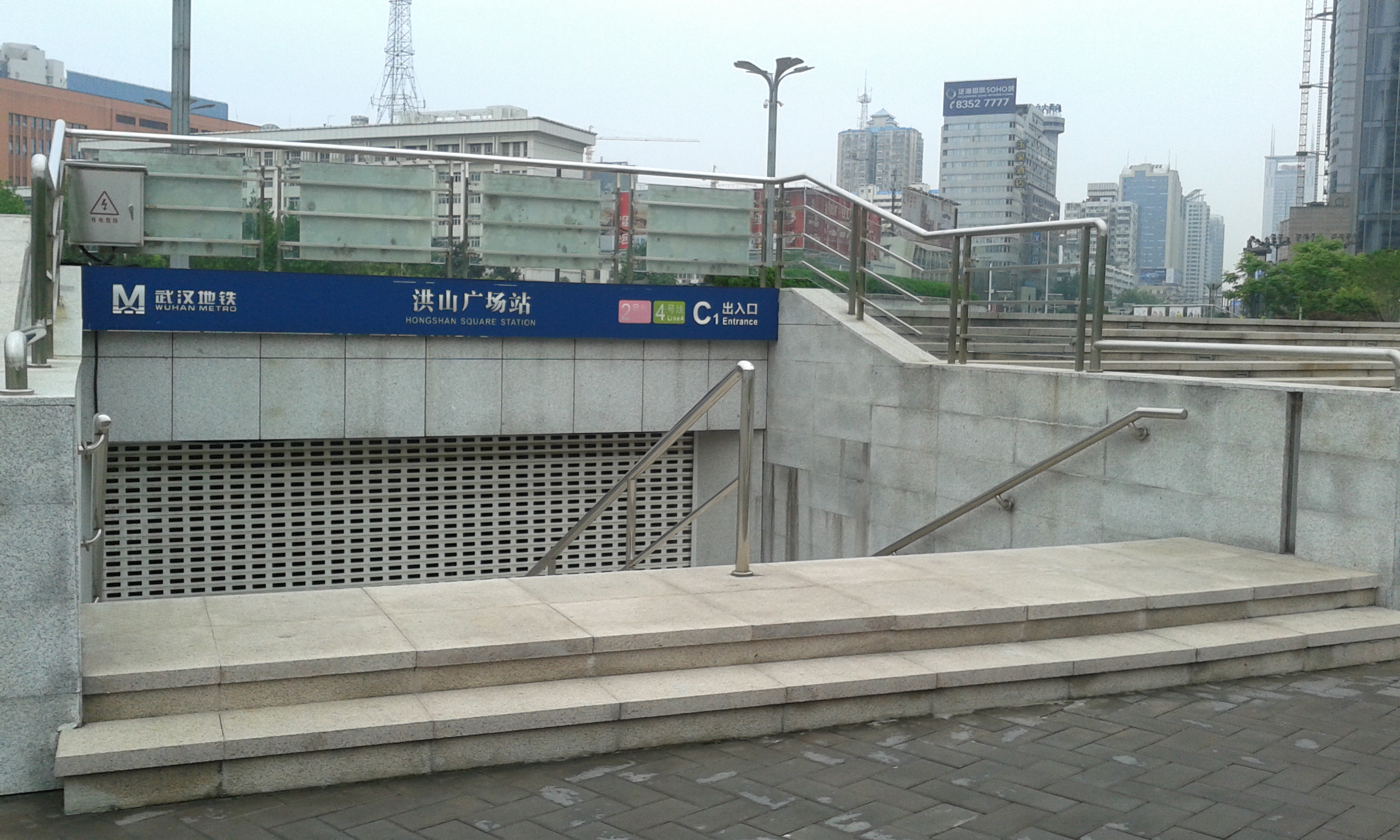
C₁出口
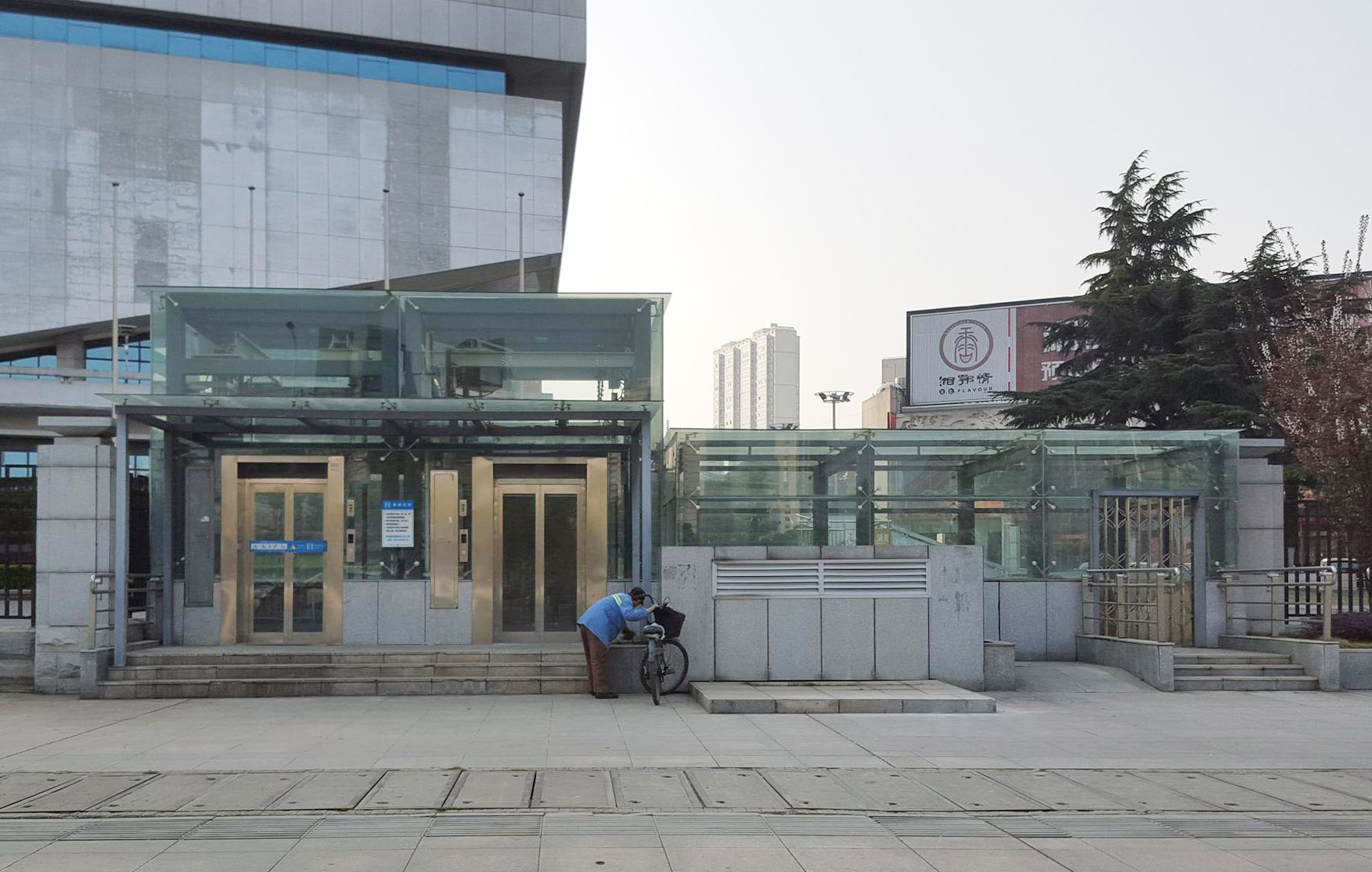
電梯位於E出口

|                                                 |      |                        |                  |
|                                                 |      |                        |                  |
| 出口編號                                        | 設施 | 照片                   | 建議前往的目的地 |
| A₁                                              |      |                        | 武漢保利廣場     |
| A₂                                              |      | 武漢保利廣場           |                  |
| B₁                                              |      |                        | 洪山廣場         |
| B₂                                              |      | 湖北省科學技術館       |                  |
| B₃                                              |      | 武漢鐵路局             |                  |
| D₁                                              |      |                        | 洪山廣場         |
| D₂                                              |      | 洪山賓館、湖北經視大樓 |                  |
| E                                               |      |                        | 洪山體育館       |
| F₁                                              |      |                        | 洪山體育館       |
| F₂                                              |      | 洪山廣場               |                  |
| 注： 設有升降機 \| 設有輪椅升降台 \| 設有洗手間 |      |                        |                  |

- C₁出口
- 電梯位於E出口

## 运营信息
- 2号线首末班车时间
- 4号线首末班车时间

## 邻近地区
周边分布有洪山体育馆、湖北科技大厦、武汉铁路局、中国电信武汉公司江南分公司、湖北省人民政府。

### 内部链接
- 武汉地铁车站列表